# Nacaduba elioti
Nacaduba elioti är en fjärilsart som beskrevs av Hayashi 1976. Nacaduba elioti ingår i släktet Nacaduba och familjen juvelvingar. Inga underarter finns listade i Catalogue of Life.